# アンゲリカ・マイ
アンゲリカ・マイ（Angelica May, 1933年9月17日 - 2018年1月8日）は、ドイツのチェロ奏者。
シュトゥットガルトの生まれ。シュトゥットガルト音楽院でピアノとヴァイオリンを学んだが、途中でチェロに転向し、パブロ・カザルスの薫陶も受けた。1957年にパリで開催されたカザルス国際チェロ・コンクールで優勝した。1977年には、埋もれていたパウル・ヒンデミットのチェロ協奏曲の蘇演を行っている。1984年にはウィーン音楽舞台芸術大学のチェロ科教授となった。